# Phthinosuchia
Phthinosuchia — це вимерла група терапсид, що включає два маловідомі види, Phthinosuchus discors і Phthinosaurus borrisiaki, із середньої пермі Росії. Phtinthosuchus відомий як частково роздроблений череп, а Phthinosaurus відомий із ізольованою нижньою щелепою. Традиційно ці два види об’єднували разом на основі їхніх спільних примітивних характеристик, але останні дослідження показали, що вони більш віддалено споріднені. Phthinosuchus є або м'ясоїдним родичем горгонопса, або антеозавром диноцефалом, тоді як Phthinosaurus є або травоїдним ропалодонтом диноцефалом або тероцефалом.
Назва Phthinosuchia була дана американським палеонтологом Евереттом К. Олсоном у 1961 році, який вважав її найпримітивнішим інфрарядом у межах Therapsida. Через рік Олсон назвав новий інфраряд Eotheriodontia і перекласифікував Phthinosuchia як підгрупу еотеріодонтів разом із родинами Biarmosuchidae та Brithopodidae. Кожен вид був поміщений у власну родину; Phthinosuchidae були названі палеонтологом Іваном Єфремовим у 1954 році як для Phthinthosuchus, так і для Phthinosaurus, тоді як Phthinosawridae були названі Леонідом Татаріновим у 1974 році для Phthinosaurus тільки.